# 실용화성학
실용화성학(實用和聲學)은 클래식과 별개로 쉽게 대중들이 즐길 수 있는 음악의 화성을 다루는 학문이다.
클래식과는 다르게 성부침해나 병행, 은복같은 화성진행에 제한이 없다. 또한 클래식은 조에서 메이저 마이너 관계를 따지는 반면 실용 화성학은 m(Minor)이나 M(Major)같은 부호를 붙여 화음의 성격을 직접적으로 나타낸다.

## 책
- 경음악 편곡법
- 버클리 재즈화성학